# Estación de Fresnillo
La Estación San José Es un edificio que funcionó como una estación de trenes desde 1919 al año 2000 ubicada en la comunidad Estación San José en Fresnillo, Zacatecas.

## Historia
La estación fue construida bajo la dirección del arquitecto José Bernal en 1919. Se edificó en terrenos que pertenecieron a la Hacienda de Rancho Grande, los cuales fueron donados el 15 de diciembre de 1883 al Ferrocarril Central Mexicano, esto para la construcción de vía y una estación de la línea México-Paso del Norte (hoy Ciudad Juárez). El 8 de marzo de 1884, en la estación se unieron las secciones norte y sur del Ferrocarril Central lográndose así la comunicación completa entre la Ciudad de México y Paso del Norte. Durante la Revolución Mexicana este lugar sirvió de paso a las fuerzas de Francisco Villa y Pánfilo Natera.

El 3 de enero del 2000, fue el último día en que un ferrocarril de pasajeros atravesó la estación por la vía de México a Ciudad Juárez.

## Papel en la revolución
En junio de 1914, durante los intentos de tomar Zacatecas en el contexto de la Revolución Mexicana, Francisco Villa, luego de insubordinarse a Venustiano Carranza, ordenó a sus tropas de la División del Norte dirigirse hacia Zacatecas.
Estas fuerzas, al mando del general Tomás Urbina, arribaron a la estación San José para posteriormente marchar hacia la ciudad de Zacatecas, lo que culminaría más adelante en la victoria y toma de Zacatecas por parte de Villa.